# Calgary-Hays
Circonscription électorale provinciale du Canada
Calgary-Hays est une circonscription électorale provinciale de l'Alberta (Canada), située dans le sud de Calgary. Son député actuel est le chef intérim des Progressistes-conservateurs, Ric McIver.

## Liste des députés
| Années | Années          | Député          | Parti politique           |
| ------ | --------------- | --------------- | ------------------------- |
|        | 2004 - 2008     | Arthur Johnston | Progressiste-conservateur |
|        | 2008 - 2012     | Arthur Johnston | Progressiste-conservateur |
|        | 2012 - 2015     | Ric McIver      | Progressiste-conservateur |
|        | 2015 - 2019     | Ric McIver      | Progressiste-conservateur |
|        | 2019 - 2023     | Ric McIver      | Conservateur uni          |
|        | 2023 - en cours | Ric McIver      | Conservateur uni          |